# Rue des Vieilles-Douves
La rue des Vieilles-Douves est une voie de Nantes, en France.

## Situation et accès
Située dans le centre-ville de Nantes, la rue des Vieilles-Douves est une voie piétonne qui relie la place Royale à la rue de l'Arche-Sèche. Elle rencontre les rues Saint-Julien et de l'Échelle.

## Origine du nom
Cette rue est à l'origine une douve creusée le long des remparts de la ville.

## Historique
Cette rue, comme son nom l'indique, est à l'origine une douve creusée en 1591 le long des remparts de la ville, au niveau de la porte Saint-Nicolas, comme c'est le cas de la rue de l'Arche-Sèche au niveau de la porte Sauvetout. Il est alors tenté de mettre ces douves en eau en détournant le cours de l'Erdre, mais cette opération n'aboutit pas. Par la suite, cette douve devient un dépotoir. Des terrains de cette zone sont appelés « fossés Saint-Nicolas » au XVIIIe siècle. Les constructions en bois y sont « un danger perpétuel d'incendie ou d'accidents en tombant sur la rue ». La construction d'arches sèches, semblables à celle franchissant la rue du même nom, évoquée par la municipalité, reste lettre morte.
Lors de la Seconde Guerre mondiale, la rue est frappée par les bombardements du 16 septembre 1943. Huit morts y sont dénombrés, et de nombreux bâtiments sont détruits.